# Karl-Åke Asph
Karl-Åke Asph (ur. 2 lutego 1939 w Aveście) – szwedzki biegacz narciarski, złoty medalista olimpijski.

## Kariera
Igrzyska olimpijskie w Innsbrucku w 1964 roku były jego pierwszymi i zarazem ostatnimi w jego karierze. Wspólnie z Sixtenem Jernbergiem, Janne Stefanssonem i Assarem Rönnlundem wywalczył złoty medal w sztafecie 4 × 10 km. Był to jego jedyny start na tych igrzyskach.
Startował także na mistrzostwach świata w Oslo w 1966 roku. Wraz z Kjellem Lidhem, Bjarne Anderssonem oraz Ingvarem Sandströmem zajął tam czwarte miejsce w sztafecie. Szwedzi nieoczekiwanie przegrali walkę o brązowy medal z reprezentantami Włoch. Na kolejnych mistrzostwach świata już nie startował.

## Osiągnięcia

### Igrzyska olimpijskie
| Miejsce | Dzień    | Rok  | Miejscowość | Konkurencja        | Czas biegu | Strata | Zwycięzca |
| ------- | -------- | ---- | ----------- | ------------------ | ---------- | ------ | --------- |
| 1.      | 8 lutego | 1964 | Innsbruck   | Sztafeta 4 × 10 km | 2:18:34,6  | –      | –         |

### Mistrzostwa świata
| Miejsce | Dzień     | Rok  | Miejscowość | Konkurencja        | Czas biegu | Strata  | Zwycięzca |
| ------- | --------- | ---- | ----------- | ------------------ | ---------- | ------- | --------- |
| 4.      | 23 lutego | 1966 | Oslo        | Sztafeta 4 × 10 km | 2:14:27,9  | +4:03,2 | Norwegia  |